# تبادکان
تبادکان روستایی در دهستان تبادکان بخش مرکزی شهرستان مشهد استان خراسان رضوی ایران است.

## جمعیت
بر پایه سرشماری عمومی نفوس و مسکن در سال ۱۳۹۵ جمعیت این روستا ۱٬۵۹۶ نفر (۵۰۸خانوار) بوده‌است.

## امامزادگان تبادکان
در سال ۱۳۸۶ و هم‌زمان با عملیات عمرانی در روستا، پنج مقبره شناسایی و پس از تأیید کارشناس به عنوان امام زاده شناخته شد.
«بازگشت به نامه شماره ۸۳/۳۸۳ مورخه ۱۳۸۷/۰۲/۲۵ در مورد کشف قبور قدیمی در روستای تبادکان واقع در ۳۰ کیلومتری شمال شرقی مشهد مقدس، ضمن ارسال تصویر پژوهش مورخ ۱۳۸۷/۰۳/۰۵ حجت الاسلام و المسلمین آقای دکتر محمد مهدی فقیه بحرالعلوم گیلانی در خصوص انساب قبور مزبور به اطلاع می‌رساند، که با بررسی انجام شده یک سنگ قبر از ۵ سنگ قبر موجود متعلق به امامزاده حضرت السید الامام کمال الدین ابوالحسن الفاضل الشاعر و ۲ سنگ قبر دیگر متعلق به دخترش سیده فاطمه خاتون و پسرش سیدحسین می‌باشد که نسب شریف آنان به چهارده واسطه به حضرت امام سجاد (ع) می‌رسد وی سیدی جلیل القدر و عالمی فاضل در زمان حیات خود بوده‌است.»
امامزادگان تبادکان پنج تن هستند و محله‌ای که در شمال شهر مشهد قرار دارد، به‌خاطر انتساب به همین امامزادگان، از قدیم «پنج تن» خوانده می‌شده‌است.

## افراد سرشناس
- سعید عظیمی، هیئت جان‌نثاران مشهد